# Gorący temat (serial telewizyjny)
Gorący temat – polski serial sensacyjny w reżyserii Zbigniewa Trzcińskiego oraz Krzysztofa Langa. Serial kręcono we Wrocławiu. 

## Fabuła
Serial opowiada o życiu i pracy dziennikarza Wrocławskiego Ośrodka Telewizyjnego. Piotr Wierzejski, dziennikarz śledczy, tropi struktury powiązań i sposoby działania pewnej "ośmiornicy". W demaskowaniu przestępczych poczynań tej podziemnej organizacji wspomaga go szef i przyjaciel, Adam Gromski. Inspiratorką ich poczynań jest prokurator Barbara Dereń, była żona Gromskiego, choć czasem wyżej stawia karierę od triumfu sprawiedliwości. 

## Obsada
- Adam Cywka – Piotr Wierzejski
- Jacek Borkowski – Adam Gromski
- Ewa Skibińska – Barbara Dereń
- Dorota Kamińska – Lucyna Musiał
- Dominika Figurska – Anna Musiał
- Beata Rakowska – Kasia
- Edwin Petrykat – dyrektor wrocławskiego ośrodka TVP
- Zbigniew Lesień – 2 role: Ryszard Musiał; Bogdan Hamer, sobowtór Musiała
- Jerzy Mularczyk – Walczak, ojciec Waldusia
- Jerzy Schejbal – Tomasz Kruk
- Dominika Łakomska
- Maciej Sosnowski – Lekarz
- Witold Dębicki – Minister Mruk
- Jacek Radziński – Janusz Marian Bończyk